# إليزابيث ديفيس
إليزابيث ديفيس (بالإنجليزية: Elizabeth Davis)‏ هي كاتبة غنائية أمريكية، ولدت في 18 ديسمبر 1965.